# Ctenochaetus
Ctenochaetus è un genere di pesci marini appartenenti alla famiglia Acanthuridae.

## Distribuzione e habitat
Sono diffusi nell'Indo-Pacifico tropicale fino alle isole Hawaii, di cui è endemico C. strigosus ma, curiosamente, non C. hawaiiensis.
Vivono nelle barriere coralline.

## Descrizione
Sono piuttosto simili agli Acanthurus dai quali sono distinti tassonomicamente per le caratteristiche della mandibola, per i denti più numerosi e per la pinna dorsale con 8 raggi spiniformi mentre Acanthurus ne ha 9 (tranne A. pyroferus e A. tristis che ne hanno 8). Il corpo è ovale, alto circa il doppio della lunghezza. La pinna anale ha tre raggi spinosi. Le scaglie hanno degli ctenii (dentelli) sul margine libero.
C. marginatus è la specie più grande raggiungendo i 27 cm.

## Biologia

### Alimentazione
Si nutrono del biofilm algale che ricopre i granelli di sabbia o i substrati duri e, occasionalmente, di detrito.

## Tassonomia
Il genere comprende 9 specie:
- Ctenochaetus binotatus
- Ctenochaetus cyanocheilus
- Ctenochaetus flavicauda
- Ctenochaetus hawaiiensis
- Ctenochaetus marginatus
- Ctenochaetus striatus
- Ctenochaetus strigosus
- Ctenochaetus tominiensis
- Ctenochaetus truncatus